# 상로렌수두스오르강스시

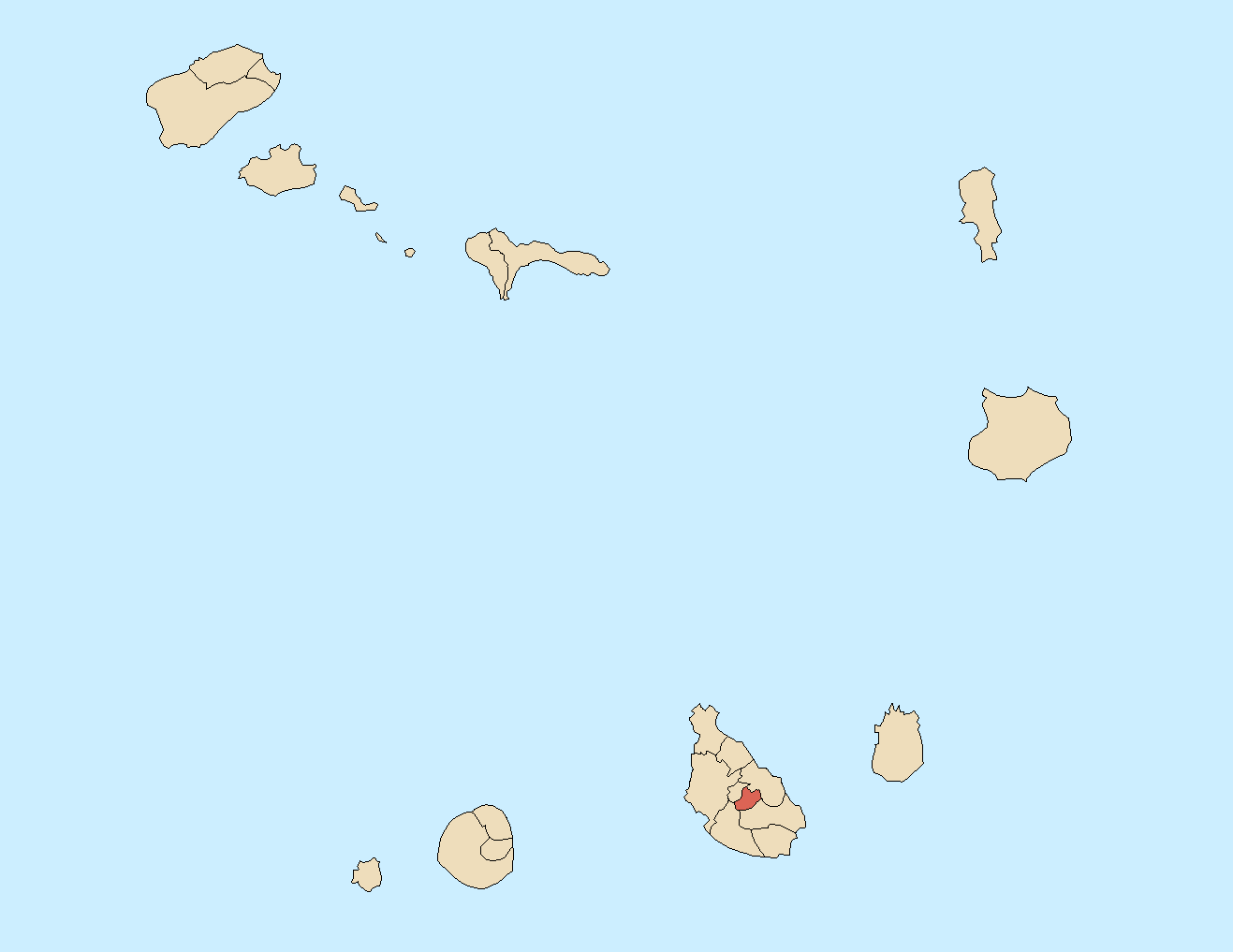
상로렌수두스오르강스시의 위치

상로렌수두스오르강스시(포르투갈어: São Lourenço dos Órgãos)는 카보베르데를 구성하는 22개 지방 자치체 가운데 하나로 산티아구섬 중부에 위치한다. 행정 중심지는 주앙테베스이며 면적은 36.9km2, 인구는 7,350명(2010년 기준)이다. 1개 교구(상로렌수두스오르강스(São Lourenço dos Órgãos) 교구)를 관할한다.